# Hexachernes pennatus
Hexachernes pennatus es una especie de arácnido del orden Pseudoscorpionida de la familia Chernetidae. Es la única del género Hexachernes.

## Distribución geográfica
Se encuentra en Guatemala.